# The Shirelles
The Shirelles foram um grupo vocal feminino norte-americano especialmente relevante no princípio da década de 1960, o primeiro do género a ter um single na primeira posição no Billboard Hot 100.
O grupo formou-se em Passaic, Nova Jérsei, e tinha como membros Shirley Owens (vocalista principal), Doris Coley, Beverly Lee e Addie 'Micki' Harris. Musicalmente, traduzia-se numa mescla de pop e R&B, marcadamente doo-wop e roçando a música soul. Alguns êxitos incluem "Will You Love Me Tomorrow" e "Baby It's You".

## Discografia

### Álbuns de estúdio
- 1961: Tonight's the Night
- 1961: The Shirelles Sing to Trumpets and Strings
- 1962: Baby It's You
- 1962: The Shirelles and King Curtis Give a Twist Party (álbum de duetos com King Curtis)
- 1962: The Shirelles Greatest Hits
- 1963: Foolish Little Girl
- 1963: It's a Mad, Mad, Mad, Mad World
- 1965: The Shirelles Swing the Most
- 1965: Hear and Now
- 1967: Spontaneous Combustion
- 1968: Eternally, Soul (álbum de duetos com King Curtis)
- 1972: Happy and in Love (RCA)
- 1973: The Shirelles (RCA)
- 1975: Shirley Alston: With a Little Help From My Friends
- 1976: The Shirelles: Let's Give Each Other Love
- 1977; Lady Rose
- 1977; Lady Rose Sings the Shirelles' Greatest Hits

### Coletâneas
- 1963: Greatest Hits
- 1964: The Shirelles Sing the Golden Oldies
- 1967: Greatest Hits, Vol. 2
- 1972: Remember When
- 1975: The Very Best of The Shirelles